# Tarachidia corrientes
Tarachidia corrientes là một loài bướm đêm trong họ Noctuidae.